# 土井忠生
土井 忠生（どい ただお、1900年〈明治33年〉3月16日 - 1995年〈平成7年〉3月15日）は、日本の国語学者。キリシタン文献の国語学的研究を専門とする。

## 経歴
広島県佐伯郡古田村（現・広島市西区）で生まれた。
広島高等師範学校を卒業後、京都帝国大学文学部国語学科に進学。在学中は吉澤義則のもとで中古日本語を研究する一方、新村出よりキリシタン資料研究の指導を受けていた。1926年に大学を卒業後、第五高等学校に赴任。
1929年に広島文理科大学教授に就いた。1936年、学位論文『ジヨアン・ロドリゲスの著せる日本文典の研究』を京都帝国大学に提出して文学博士号を取得。なお広島文理科大学では、生物学の佐藤井岐雄と同僚であり、8月6日の原爆による被爆で重傷を負った佐藤は土生宅に避難したが、そこで死去した。
1949年に新制広島大学として広島文理科大学が包摂されることに伴い、以降広島大学教授。1964年に定年退官し、名誉教授となった。その後は広島女子大学教授として教鞭を執った。1965年には広島女子大学学長に就任。
1995年の午後3時48分、肺炎により広島市西区の病院で死去。同日に従三位。

## 業績
キリシタン資料の存在が知られるようになったのは明治後期以降のことであるが、土井がキリシタン資料研究に本格的に取り組むようになったのは、1928年から1930年までの2年間、イギリス、ドイツ、ポルトガルに留学し、各地で一次資料を調査したことが契機であった。
そうした在外での原本調査と、緻密な本文解釈に基づいて土井は、上田万年、新村出、橋本進吉などの先駆的研究に続いて、キリシタン資料の全貌と特質を明らかにした。最初のキリシタン関係の論文は、キリシタン版『和漢朗詠集』の紹介で、『芸文』最終号に記載されている。また『日本大文典』の邦訳を索引付で刊行し、これにより当時の発音と話し言葉の文法体系が広く知られるようになった。
晩年は『時代別国語大辞典：室町時代編』の編纂委員会の代表として、辞書編纂に精力を注ぎ、多種多様な資料の用例に基づいて語義を記載しているが、とりわけキリシタン資料のほかに抄物を重視して積極的に引用している。土井は「辞書を作る場合、一般・共通の意味を示さなければならない。その場その場の意味を示すだけでは不十分であり、「どうしてそのような意味が出てきたのか」を調べることが大切である」と考えていた。しかし、土井は辞書の完成を見届けることはできず、参加したのは第3巻の中途までとなった。

## 人物
キリシタン資料研究に従事していたこともあり、「書物の中に煙草の灰が落ちているようでは、立派な学者とは言えない。書物は大切にして尊敬すべきである」と考えていたほか、「どこにどういう文献があるのかを調べることは大切である。オリジナルな原典に当たらねばならない。初版と再版が存在する時には、両者を比較して、一字一句間違いのないことを確かめるくらいの注意力が要求される」と考えていた。こうした態度については、『日本大文典』の「訳者の言」にて訳文だけでなく原文と合わせて読むことを述べていることや、共編訳の『日葡辞書』の「まえがき」において邦訳は原文と対照させて使用することに言及していることからも窺える。
また研究史の整理についても余念がなく、「本文よりも脚注の方が長くなるような記述方式がある」ことに触れて、「1つのことを調べる際には、他の立場からそれについて書かれているものを、できるだけ多く参照すべきである。対象となる事実をしっかり把握していれば、方法論的に少々まずいところがあっても、価値のある結果が得られる」とした。伝記の調査についても、「個人は常に社会の一員であるから、その人の環境と生活様式も調べるべきである」としており、データの取り扱いについては、「他人と同じデータを使用した研究は価値がない。他人以上にデータを集めるだけの〈がめつさ〉が必要である」としている。
このほか「何よりも謙虚であること、ことばに対するセンスを磨くこと、事柄（価値）についての判断力を養うこと。でないと、単なる物識りに終わり、研究者として大成することが難しい」とも述べている。

## 著書

### 単著
- 『明治大正國語學書目解説』岩波書店〈岩波講座日本文學〉、1932年。
- 『近古の国語』明治書院〈國語科學講座,國語史學〉、1934年。
- 『十七世紀初頭に於ける日本語の發音』文学社、1937年。
- 『吉利支丹語学の研究』靖文社、1942年。（再版、三省堂、1943年）
- 『日本語要説』靖文社、1949年。
- 『吉利支丹文献考』三省堂、1963年。
- 『国語史論攷』三省堂、1977年。
- 『吉利支丹論攷』三省堂、1982年。

### 共編著
- 『徒然草抄』廣幸亮三共編、三学社、1946年。
- 『現代文抄』廣幸亮三編、三學社、1948年。
- 『源氏物語抄』廣幸亮三共編、三學社、1949年。
- 『枕草子抄』廣幸亮三共編
- 『国語史要説』森田武共著、修文館、1955年。
- 『国語表現法』真下三郎共著、修文館、1955年。
- 『日本語の歴史』共著、至文堂、1957年。
- 『徒然草学習指導の研究』編、三省堂、1962年。

### 訳註
- 『日本大文典』ジョアン・ロドリゲス著、訳註、三省堂出版、1955年。
- 『大航海時代叢書 日本教会史』ロドリーゲス著、池上岑夫等訳、藪内清注、伊東俊太郎共訳・注、岩波書店、1970年。
- 『キリシタン書・排耶書』H.チースリク（英語版）著、大塚光信共校注、岩波書店〈日本思想大系25〉、1970年。

1. キリシタン書
2. どちりいなーきりしたん
3. 病者を扶くる心得
4. サカラメンタ提要付録
5. 御パションの観念
6. 丸血留の道

- 『日本文典』ロドリゲス著、解題 書誌解説：三橋健、勉誠社、1976年。
- 『日葡辞書 邦訳』イエズス会、森田武・長南実共編訳、岩波書店、1980年。

### 記念論集
- 『国語史への道：土井先生頌寿記念論文集』三省堂、1981年。